# Dīmītrios Iōannidīs
Dīmītrios Iōannidīs (in greco Δημήτριος Ιωαννίδης?, traslitterato anche Dimitrios Ioannides; Atene, 23 marzo 1923 – Atene, 16 agosto 2010) è stato un generale greco, capo della giunta militare che governò la Grecia dal 1973 al 1974, durante la dittatura dei colonnelli.

## Biografia
Combatté nella guerra civile greca (1946-1949) lavorando nel campo di concentramento di Makronisos. Nel 1963 fu a Cipro. Iōannidīs partecipò al golpe del 21 aprile 1967 ma durante i sei anni del regime di Geōrgios Papadopoulos rimase nell'ombra. Nel 1970 venne nominato colonnello e nel 1973 Brigadier generale. Dopo la rivolta al politecnico di Atene del novembre 1973 Iōannidīs organizzò un colpo di Stato militare che, il 25 novembre, portò alla caduta di Papadopoulos. Capo della giunta militare, insediò come presidente della Repubblica il suo amico e conterraneo Faidōn Gkizikīs.
Il 15 luglio 1974, sotto gli auspici delle potenze occidentali, Iōannidīs organizzò un fallito golpe a Cipro per rovesciare il governo dell'arcivescovo Makarios III causando, il 20 luglio, la successiva invasione da parte della Turchia del nord dell'isola. Il 14 gennaio 1975, in seguito alla caduta del regime militare Iōannidīs venne arrestato e accusato di alto tradimento e di coinvolgimento negli omicidi perpetrati durante la rivolta del politecnico. Condannato a morte, la pena gli venne commutata in ergastolo. Muore il 16 agosto 2010 in un ospedale del Pireo, all'età di 87 anni, in seguito a una complicazione polmonare.